# IESG
IESG (acrònim d'Internet Engineering Steering Group) és un departament que està dintre de l'organització d'internet IETF (Internet Engineering Task Force) i que s'encarrega dels estàndards d'internet quant a la gestió del dia a dia dels grups de treball i els documents generats anomenats recomanacions RFC.

## Estructura
- L'IETP està organitzat en grups de treball que són equips d'especialistes en un tema i amb uns objectius concrets. També hi ha uns grups de treball més informals (BoFs, o Birds of a Feather).
- Àrees de treball :
  - Àrees d'aplicacions (app).
  - Àrea d'Internet (int).
  - Àrea de gestió de xarxa i operacions (ops).
  - Àrea d'enrutat (rtg).
  - Àrea d'infraestructura i aplicacions en temps real (rai).
  - Àrea de seguretat (sec).
  - Àrea de serveis i transport (tsv).